# Мы живём, под собою не чуя страны
«Мы живём, под собою не чуя страны» — стихотворение Осипа Мандельштама, написанное в ноябре 1933 года, эпиграмма, посвящённая Иосифу Сталину. Одно из самых знаменитых стихотворений Мандельштама, а, по мнению некоторых исследователей творчества Мандельштама, — и XX века.

## История создания
В 1930-х годах в стране существовал культ личности Сталина. Многие советские писатели восхваляли правителя СССР. В такое время было создано это стихотворение. Авторства своего Осип Мандельштам не скрывал и, согласно мнению мемуаристов, после ареста рассматривал вероятность приговора к расстрелу. Однако поэта отправили в ссылку в Чердынь, а потом разрешили поселиться в Воронеже. В ночь с 1 на 2 мая 1938 года он был арестован вновь и отправлен в лагерь Дальлаг, где скончался по пути в декабре в пересыльном лагере Владперпункт.
Мы живём, под собою не чуя страны,

Наши речи за десять шагов не слышны,

А где хватит на полразговорца,

Там припомнят кремлёвского горца.

Его толстые пальцы, как черви, жирны,

И слова, как пудовые гири, верны,

Тараканьи смеются усища

И сияют его голенища.

А вокруг него сброд тонкошеих вождей,

Он играет услугами полулюдей.

Кто свистит, кто мяучит, кто хнычет,

Он один лишь бабачит и тычет,

Как подкову, дарит за указом указ:

Кому в пах, кому в лоб, кому в бровь, кому в глаз.

Что ни казнь у него — то малина,

И широкая грудь осетина.

### Значения слов
- Горец — Сталин.
- Малина — слово на преступном жаргоне в память того, что Сталин в молодости был частью преступного мира (занимался революционными налётами на банки, нелегальной экспроприацией), когда носил псевдоним «Коба»[9].
- Осетин — Сталин. Сталин был родом из города Гори вблизи Южной Осетии[9].
- «Его толстые пальцы, как черви, жирны»: Н. Я. Мандельштам рассказывает, как Демьян Бедный «имел неосторожность записать в дневнике, что не любит давать книги Сталину, потому что тот оставляет на белых страницах отпечатки жирных пальцев»[10].

### Формат и варианты
Стихотворение написано четырёх/трёхстопным анапестом с парной рифмовкой.
В первом варианте стихотворения:
Мы живём, под собою не чуя страны,

Наши речи за десять шагов не слышны,

Только слышно кремлёвского горца —

Душегубца и мужикоборца.

### Критика
Как-то, гуляя по улицам, забрели они на какую-то безлюдную окраину города в районе Тверских-Ямских, звуковым фоном запомнился Пастернаку скрип ломовых извозчичьих телег. Здесь Мандельштам прочёл ему про кремлёвского горца. Выслушав, Пастернак сказал: «То, что вы мне прочли, не имеет никакого отношения к литературе, поэзии. Это не литературный факт, но акт самоубийства, который я не одобряю и в котором не хочу принимать участия. Вы мне ничего не читали, я ничего не слышал, и прошу вас не читать их никому другому».

## В искусстве

### Фильмография
- Исторические хроники. 1934 год — Осип Мандельштам
- Исторические хроники. 1982 год — Юрий Андропов

### Музыка
- 1989 году фирмой «Мелодия» выпущена грампластинка «День гнева» группы «Магнит», на которой «эмоциональным и смысловым зерном цикла»[16] стало стихотворение «Мы живём, под собою не чуя страны». Был также снят клип[17].
- Фраза «Мы живём, под собою не чуя страны» завершает первый же трек («Ворованный воздух») из альбома 2018 года «Пути неисповедимы» российского рэп-исполнителя Face (Иван Дрёмин)[18].
- Фраза «Мы живём, под собою не чуя страны» звучит в треке «Песенка-антиутопия о фашизме» из мини-альбома 2016 года «Как в последний раз» российской панк-рок-группы «Порнофильмы»[19][20].
- Первые четыре строки стихотворения отдаленно слышатся в самом начале альбома МБ Пакета «За!»

### Другое
- Первые две строки стихотворения в июне 2020 года изображены художником Яном Посадским на подпорной стене в Воронеже. Арт-объект находится рядом с местом, где располагался дом, в котором жил Мандельштам в ссылке (улица Пятницкого, 50)[21].